# Leichtathletik-Europameisterschaften 2002/4 × 400 m der Frauen

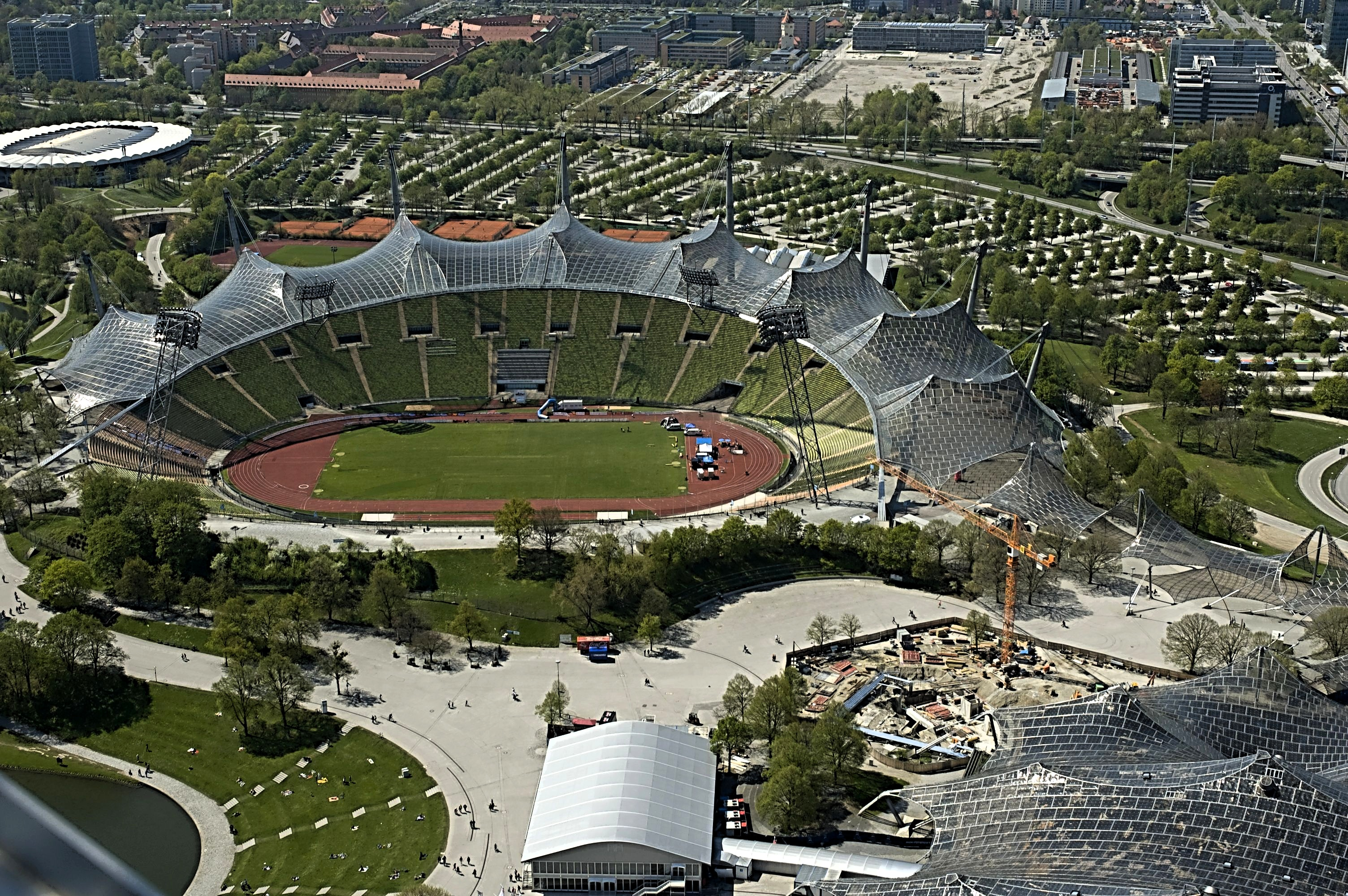
Das Olympiastadion in München von oben im Jahr 2009

Die 4-mal-400-Meter-Staffel der Frauen bei den Leichtathletik-Europameisterschaften 2002 wurde am 10. und 11. August 2002 im Münchener Olympiastadion ausgetragen.
Europameister wurde Deutschland in der Besetzung Florence Ekpo-Umoh, Birgit Rockmeier (Finale), Claudia Marx und Grit Breuer sowie der im Vorlauf außerdem eingesetzten Nancy Kette.
Den zweiten Platz belegte Russland mit Natalja Antjuch, Natalja Nasarowa, Anastassija Kapatschinskaja (Finale) und Olesja Sykina (Finale) sowie den im Vorlauf außerdem eingesetzten Jekaterina Bachwalowa und Tatjana Lewina.
Bronze ging an Polen mit Zuzanna Radecka, Małgorzata Pskit (Finale), Grażyna Prokopek und Anna Olichwierczuk sowie der im Vorlauf außerdem eingesetzten Justyna Karolkiewicz.
Auch die nur im Vorlauf eingesetzten Läuferinnen erhielten entsprechendes Edelmetall.

## Bestehende Rekorde
| Weltrekord           | 3:15,17 min | Sowjetunion (Tatjana Ledowskaja, Olga Nasarowa, Marija Pinigina, Olha Bryshina) | OS Seoul Südkorea           | 1. Oktober 1988 |
| Europarekord         | 3:15,17 min | Sowjetunion (Tatjana Ledowskaja, Olga Nasarowa, Marija Pinigina, Olha Bryshina) | OS Seoul Südkorea           | 1. Oktober 1988 |
| Meisterschaftsrekord | 3:16,87 min | DDR (Kirsten Emmelmann, Sabine Busch, Petra Müller, Marita Koch)                | EM Stuttgart BR Deutschland | 31. August 1986 |

Der bestehende EM-Rekord wurde bei diesen Europameisterschaften nicht erreicht. Die schnellste Zeit erzielte Europameister Deutschland im Finale mit 3:25,10 min, womit das Quartett 8,23 s über dem Rekord blieb. Zum Welt- und Europarekord fehlten 9,93 s.

## Vorrunde
10. August 2002
Die Vorrunde wurde in zwei Läufen durchgeführt. Die ersten drei Staffeln pro Lauf – hellblau unterlegt – sowie die darüber hinaus zwei zeitschnellsten Teams – hellgrün unterlegt – qualifizierten sich für das Finale.

### Vorlauf 1
| Platz | Staffel     | Besetzung                                                                          | Zeit (min) |
| ----- | ----------- | ---------------------------------------------------------------------------------- | ---------- |
| 1     | Deutschland | Florence Ekpo-Umoh Nancy Kette (Vorlauf) Claudia Marx Grit Breuer                  | 3:28,49    |
| 2     | Polen       | Zuzanna Radecka Justyna Karolkiewicz (Vorlauf) Anna Olichwierczuk Grażyna Prokopek | 3:29,20    |
| 3     | Belarus     | Kazjaryna Stankewitsch Iryna Chljustawa Hanna Kosak Swjatlana Ussowitsch           | 3:30,95    |
| 4     | Frankreich  | Marie-Louise Bévis Solene Désert Sylvanie Morandais Peggy Babin                    | 3:31,57    |
| 5     | Spanien     | Maria Maqueda Miriam Bravo Mayte Martínez Julia Alba                               | 3:37,08    |

### Vorlauf 2
| Platz | Staffel        | Besetzung                                                                                 | Zeit (min) |
| ----- | -------------- | ----------------------------------------------------------------------------------------- | ---------- |
| 1     | Russland       | Natalja Antjuch Jekaterina Bachwalowa (Vorlauf) Tatjana Lewina (Vorlauf) Natalja Nasarowa | 3:30,94    |
| 2     | Großbritannien | Helen Karagounis Helen Frost Melanie Purkiss Lee McConnell                                | 3:33,88    |
| 3     | Schweden       | Beatrice Dahlgren Lena Udd Ellinor Stuhrmann Nadja Petersen                               | 3:34,15    |
| 4     | Griechenland   | Dímitra Dóva Haríklia Boudá María Papadopoúlou Hrísa Goudenoúd                            | 3:35,02    |
| 5     | Portugal       | Patrícia Lopes Sandra Teixeira Severina Cravid Maria Carmo Tavares                        | 3:35,36    |

## Finale
11. August 2002
| Platz | Staffel        | Besetzung | Zeit (min) |
| ----- | -------------- | --- | ---------- |
| 1     | Deutschland    | Florence Ekpo-Umoh Birgit Rockmeier (Finale) Claudia Marx Grit Breuer im Vorlauf außerdem: Nancy Kette                                                 | 3:25,10    |
| 2     | Russland       | Natalja Antjuch Natalja Nasarowa Anastassija Kapatschinskaja (Finale) Olesja Sykina (Finale) im Vorlauf außerdem: Jekaterina Bachwalowa Tatjana Lewina | 3:25,59    |
| 3     | Polen          | Zuzanna Radecka Małgorzata Pskit (Finale) Grażyna Prokopek Anna Olichwierczuk im Vorlauf außerdem: Justyna Karolkiewicz                                | 3:26,15    |
| 4     | Großbritannien | Helen Karagounis Helen Frost Melanie Purkiss Lee McConnell                                                                                             | 3:26,65    |
| 5     | Frankreich     | Solene Désert Peggy Babin Sylvanie Morandais Marie-Louise Bévis                                                                                        | 3:31,71    |
| 6     | Belarus        | Kazjaryna Stankewitsch Iryna Chljustawa Hanna Kosak Swjatlana Ussowitsch                                                                               | 3:32,46    |
| 7     | Schweden       | Beatrice Dahlgren Lena Udd Ellinor Stuhrmann Nadja Petersen                                                                                            | 3:32,65    |
| 8     | Griechenland   | Dímitra Dóva Haríklia Boudá María Papadopoúlou Hrísa Goudenoúd                                                                                         | 3:37,38    |

## Videolink
- Women's 4x400m Relay European Champs München 2002, youtube.com, abgerufen am 23. Januar 2023